# Großsteingrab Reddigau
Das Großsteingrab Reddigau war eine megalithische Grabanlage der jungsteinzeitlichen Tiefstichkeramikkultur bei Reddigau einem Ortsteil der Gemeinde Diesdorf im Altmarkkreis Salzwedel, Sachsen-Anhalt. Das Grab wurde im 19. Jahrhundert zerstört.

## Lage
Das Grab befand sich südlich von Reddigau nahe der Grenze zu Bergmoor auf dem Schwarzenberg. Nicht weit davon liegen die Quellen der Dumme.

## Forschungsgeschichte
Erstmals dokumentiert wurde die Anlage in den 1830er Jahren durch Johann Friedrich Danneil. Bei einer erneuten Aufnahme der Großsteingräber der Altmark mussten Eduard Krause und Otto Schoetensack in den 1890er Jahren feststellen, dass das Grab in der Zwischenzeit im Zuge der Separation vollständig abgetragen worden war.

## Beschreibung
Das Grab besaß eine steinerne Umfassung mit einer Länge von 12 m und einer Breite von 4,7 m. Es befand sich bei Danneils Aufnahme noch in einem relativ guten Erhaltungszustand; lediglich die Wächtersteine an den Ecken der Umfassung, ein weiterer Umfassungsstein und ein Deckstein fehlten. Trotz dieses guten Befundes nahm Danneil keine nähere Beschreibung der Grabkammer vor, sodass eine Bestimmung des Grabtyps nicht mehr möglich ist.